# فرودگاه آبی لاک-آ-لا-ترتو
فرودگاه آبی لاک-آ-لا-ترتو (به انگلیسی: Lac-à-la-Tortue Water Aerodrome) یک فرودگاه همگانی است که یک باند فرود آب دارد. این فرودگاه در کشور کانادا قرار دارد و در ارتفاع ۱۳۰ متری از سطح دریا واقع شده است.